# Yarra-Ranges-Nationalpark
Der Yarra-Ranges-Nationalpark ist ein Nationalpark im australischen Bundesstaat Victoria, 92 km östlich von Melbourne. In diesem Gebirge findet sich die Quelle des Yarra River und viele weitere Quellfassungen für die Trinkwasserversorgung von Melbourne.
Der Nationalpark wurde erst 1995 gegründet, aber das Gebiet gilt schon ca. 100 Jahre lang als Trinkwasserschutzgebiet. Fast der gesamte Nationalpark ist deswegen für Besucher gesperrt. Dennoch ist er ein beliebtes Ziel für Tagesausflüge von Melbourne aus. Holzeinschlag wird in den meisten Waldgebieten durchgeführt, auch im Trinkwasserschutzgebiet.

## Flora und Fauna
Die dichten alten Baumbestände vor allem aus Königseukalyptus bieten höhlenbewohnenden Tierarten wie Eulen und Fledermäusen Unterschlupf, aber auch dem vom Aussterben bedrohten Hörnchenbeutler. Insgesamt kommen im Park etwa 40 Säugetierarten und 120 Vogelarten vor, z. B. drei Eulenarten (Rußeule, Riesenkauz und Kläfferkauz), der Rosenbrust-Schnäpper, der Gelbohr-Rabenkakadu, der Königssittich, der Weißbrauenhabicht und der Pennantsittich.

## Geschichte
Da der Wald sehr dicht ist, mieden die Aborigines die Gegend. Auch die europäischen Siedler fanden nur schwer Zugang. 1860 wurde es besiedelt und als gutes Gelände für die Waldwirtschaft angesehen. Bald nachdem man das Potential zur Versorgung Melbournes mit Trinkwasser erkannt hatte, wurden die ersten Quellfassungen gebaut.

## Tourismus
Am Acheron Way haben die Besucher des Parks die Möglichkeit, von einer 40 Meter langen Besucherplattform aus den Regenwald in 15 Metern Höhe zu erleben. Der Zugang erfolgt über einen 350 Meter langen Steg, der durch bis zu 65 Meter hohe Bestände an Riesen-Eukalyptus und Tasmanischer Scheinbuche führt. Die Plattform ist auch mit Rollstühlen und Kinderwagen erreichbar.